# Événement (philosophie)

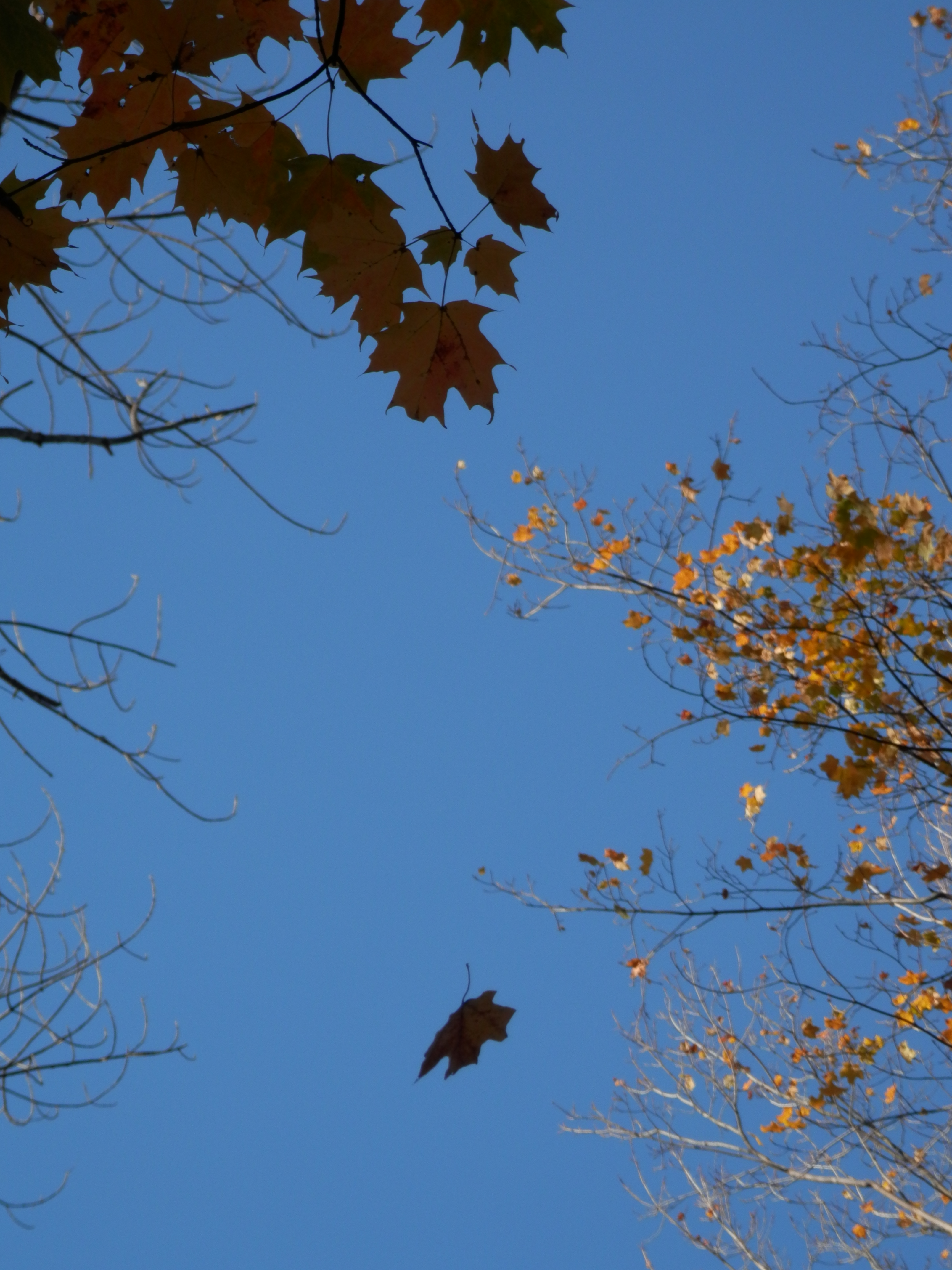
Chute d'une feuille.

L'événement est un concept de philosophie qui désigne un fait, situé dans le temps, sortant de l'ordinaire du déroulement du temps. 
Si le concept est présent dans la philosophie antique, ce n'est qu'au XXe siècle qu'il acquiert une importance majeure et une noblesse philosophique, sous l'impulsion de la phénoménologie et du pragmatisme. 

## Définition
Le mot « évènement » vient du latin evenire, qui renvoie à l'idée d'arriver, et de venir hors de quelque chose. Eventus signifie lui le succès, ou l'issue, de quelque chose.
L'évènement est difficile à définir, car il renvoie aux concepts de temps, de durée et de causalité. Bernard Sève dit ainsi que l'évènement est une notion « attirante mais fuyante », et qui mobilise des champs philosophiques très variés : philosophie morale, politique, juridique, esthétique, etc.
L'apparition d'un événement suppose l'inattendu ; or, l'inattendu est lié à une possible émergence du hasard, hors de la causalité normalement attendue. La causalité mécaniste est par là même remise en cause. Ce concept remet donc en cause le déterminisme et suppose un processus de création. ll introduit l'idée d'un fonctionnement irrationnel du réel. Réfléchir au concept d'événement nécessite donc de s'interroger sur les notions de virtualité et de potentialité.
Selon le philosophe Jean-Michel Besnier, est événement « ce qui évite la chaîne causale, ce qui résiste à la rationalité, qui veut l’inscrire dans la causalité ». La rationalité est rétrospective et a besoin d’inscrire un événement dans la chaîne causale ; par conséquent, elle le fait disparaître en tant qu'événement, puisqu'il désigne un vécu qui résiste à la rationalité, qui veut l’inscrire dans la causalité.

## Thèses

### L'évènement comme substance de l'Histoire
Plusieurs penseurs ont pensé l'évènement comme étant la substance première de l'Histoire. Dans ses Pensées, Blaise Pascal donne une importance prépondérante au petit évènement qui, d'un coup, fait basculer le cours des choses. Il écrit par exemple de Oliver Cromwell : « Rome même allait trembler sous lui, mais ce petit gravier s'étant mis là, il est mort ». C'est dans ce sens que Voltaire abonde, dans ses Nouvelles considérations sur l'Histoire, en écrivant que l'Histoire est ainsi faite, « par de grands évènements, qui font le sujet perpétuel de nos tableaux […] dont on tire des traits de morale ». 

### L'évènement comme rythme de l'Histoire
Karl Jaspers soutient que « pour être historique, il faut que le phénomène particulier soit unique, irremplaçable, non réitéré ». Les évènements jalonnent donc l'Histoire en la faisant.  
Antoine-Augustin Cournot publie en 1872 ses Considérations sur la marche des idées et des évènements. Il soutient que l'Histoire est un enchaînement d'évènements. Toutefois, aucune théorie ne suffit à expliquer les enchaînements entre ces évènements.

### L'évènement comme non-évènement
L'École des Annales s'est opposée à la fétichisation de l'évènement. Cette école vise à remettre dans leur contexte les grands évènements afin de rappeler l'irrationnel, les hasards, les contingences de l'Histoire. Elle ne peut se réduire à des chaînes de causalité évidentes ; l'évènement n'est rien seul et doit être replacé dans une structure historique. Marc Bloch défend notamment cette thèse dans Apologie pour l'histoire ou Métier d'historien, en 1941.
Ignacio Ramonet écrit en 1999, dans Le Monde diplomatique, que « les médias estiment qu'informer consiste simplement à nous faire assister à l'évènement ». Or, il ne suffit pas de voir, ou d'y être, ou de s'émouvoir, pour comprendre un évènement ; il est nécessaire de replacer dans un contexte plus large.

### L'évènement phénoménologique
Erwin Panofsky, dans Essais d'iconologie, fait appel à la phénoménologie pour traiter de l'évènement. Il écrit que, si quelqu'un me salue en soulevant son chapeau, j'identifie cette configuration comme un objet, et la modification de détail comme un évènement. En saisissant l'évènement par ma conscience, de manière active, j'« ai déjà franchi le seuil de la perception purement formelle pour pénétrer dans une première sphère de signification ».

## Contrafactualité
La notion de contrafactualité est très importante en philosophie, en particulier pour les réflexions sur la logique modale et les mondes possibles. La contrafactualité, dite aussi « contrefactualité », est une forme grammaticale qui renvoie, en philosophie, à la réflexion sur les événements qui ne se sont pas réalisés mais auraient pu se réaliser sous certaines conditions. Une proposition contre-factuelle prend la forme d’une phrase conditionnelle, dont le début de la proposition est « si... » « alors... », qui indiquerait ce qui serait vrai si l’antécédent avait eu lieu. Les énoncés contre-factuels ont été utilisés par Saul Kripke dans sa définition de la vérité ; ainsi que par David Lewis dans leur élaboration théorique des mondes possibles.